# Oustalet-Stummelaffe
Der Oustalet-Stummelaffe (Piliocolobus oustaleti) ist eine Primatenart aus der Gruppe der Stummelaffen, der im nördlichen Kongobecken zwischen dem Sangha im Westen, dem Kongo und Aruwimi im Süden, dem Ubangi und Mbomou im Norden und dem Albertsee im Osten vorkommt.

## Merkmale
Oustalet-Stummelaffe

Link zum Bild

Der Oustalet-Stummelaffe gehört zu den größeren zentralafrikanischen Roten Stummelaffen und erreicht eine Kopf-Rumpf-Länge von 46 bis 68 cm (Männchen) bzw. 52 bis 64 cm (Weibchen) und ein Gewicht von durchschnittlich 12,5 kg (Männchen) bzw. 8,2 kg (Weibchen). Der Schwanz ist mit einer Länge von 68 bis 73 cm (Männchen) bzw. 55,5 bis 73 cm (Weibchen) relativ kurz. Die Haare auf der Kopfoberseite sind länger und bilden einen Haarschopf, der aber kürzer ist als der des Thollon-Stummelaffen (P. tholloni). Das Rückenfell, die Außenseiten der Gliedmaßen und die Kopfoberseite sind rauchbraun oder bräunlich-beige. Brust, Bauch und die Innenseiten der Gliedmaßen sind hell, weißlich oder hellrot. Hände und Füße sind dunkel bis schwarz. Die Art ist farblich allerdings sehr variabel. Die Tiere am Lobaye in der Zentralafrikanischen Republik sind sienafarben, ihre Bauchseite wird als golden beschrieben und die Schwanzwurzel ist kupferfarben. Die Oustalet-Stummelaffen am Uelle sind heller mit sehr hellen, bräunlich-beigen Armen und Beinen und dazu kontrastierenden sehr dunklen Händen und Füßen. Sowohl im äußersten Westen des Verbreitungsgebietes als auch im äußersten Osten an den Grenzen des Ituri-Regenwaldes gibt es stark rötliche Oustalet-Stummelaffen. Die Tiere im Osten resultieren möglicherweise aus hybridisierungen mit dem Lualaba-Stummelaffen (P. langi) und dem Semliki-Stummelaffen (P. semlikiensis).

## Lebensweise
Oustalet-Stummelaffen leben in Gruppen bestehend aus 3 bis 18 Tieren in tropischen Tieflandregenwäldern, Sümpfen, Galeriewäldern und Waldflecken in der Savanne und ernähren sich von Blättern, Sprossen, Früchten, Blüten, Knospen und möglicherweise auch von Samen. Sie wurden dabei beobachtet, wie sie ins Wasser gingen, um Knollen von Wasserpflanzen zu sammeln. Die Fortpflanzung wurde bisher nicht erforscht.

## Systematik

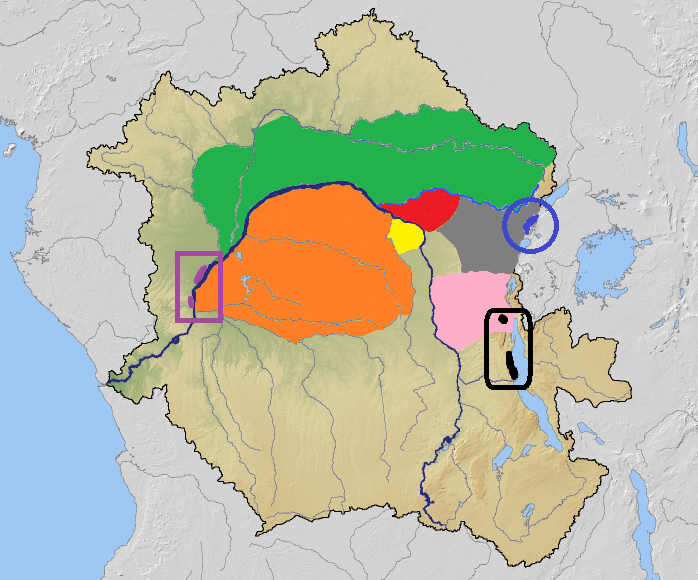
Grün das Verbreitungsgebiet des Oustalet-Stummelaffen, grau das Hybridisierungsgebiet

Der Oustalet-Stummelaffe wurde 1906 durch den französischen Zoologen Édouard Louis Trouessart als Colobus oustaleti erstbeschrieben und nach dem französischen Zoologen Jean-Frédéric Émile Oustalet benannt. Zusammen mit dem Luvua-Stummelaffen (P. foai), dem  Semliki-Stummelaffen (P. semlikiensis) und dem Thollon-Stummelaffen (P. tholloni) bildet er eine morphologische Gruppe, die sich durch ein längeres Gaumenbein, früh schließende Schädelsuturen und eckige Augenhöhlen von anderen Roten Stummelaffen unterscheiden. Innerhalb der Oustalet-Stummelaffen lassen sich anhand der mitochondrialen DNA zwei Kladen unterscheiden, eine westliche, die näher mit dem Lomami-Stummelaffen (P. parmentieri) verwandt ist, und eine östliche, die mehr Gemeinsamkeiten mit dem Luvua-Stummelaffen (P. foai), dem Uganda-Stummelaffen (P. tephrosceles) und dem Tana-Stummelaffen (P. rufomitratus) aufweist. Die Terra typica von P. oustaleti liegt westlich des unteren Ubangi im Departement Likouala in der Republik Kongo. Bei einer Aufspaltung von P. oustaleti in zwei Arten würde die westliche Klade weiterhin den Namen P. oustaleti tragen, während für die östliche eine neue Bezeichnung gefunden werden müsste.

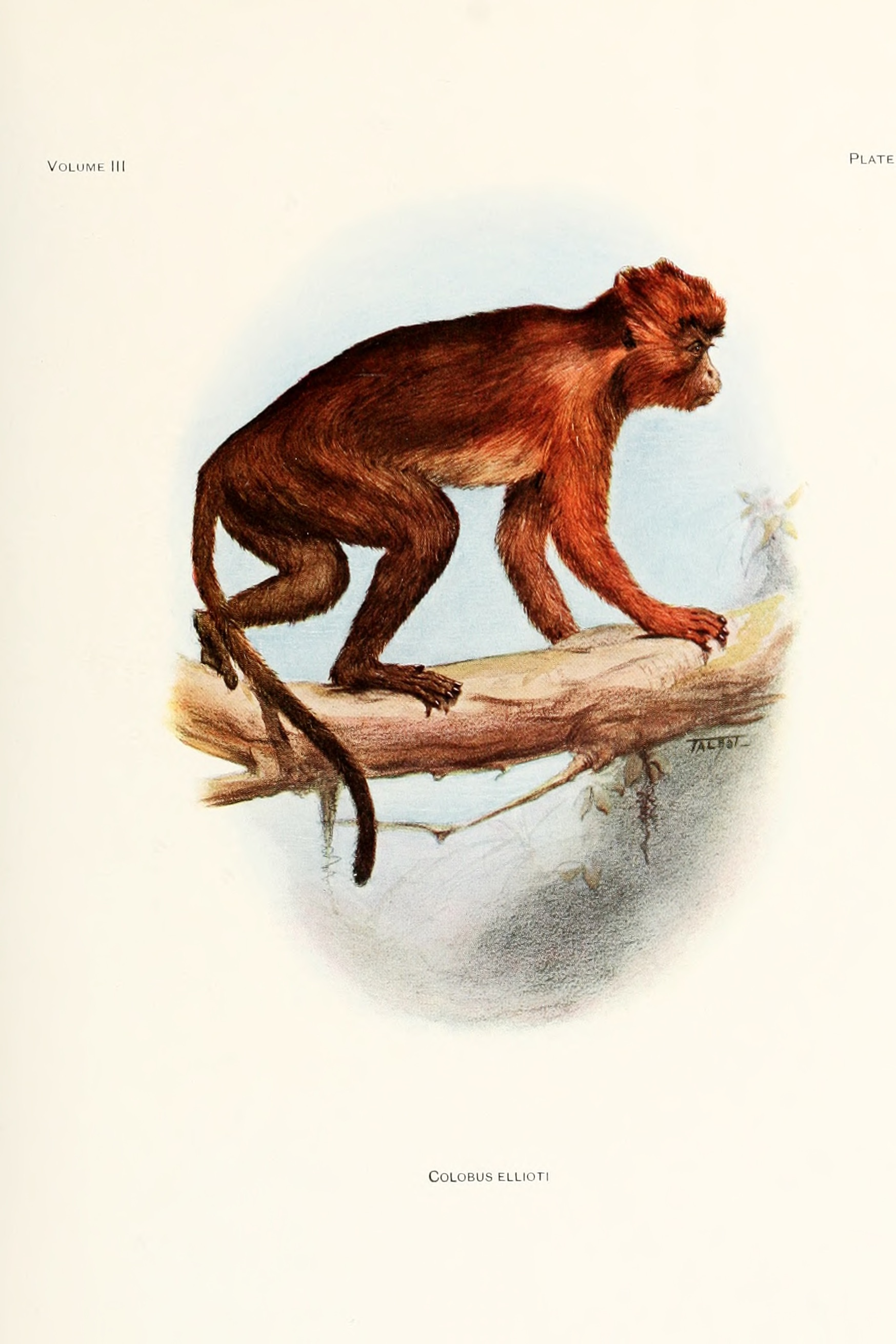
Die Hybridform Piliocolobus „ellioti“

Südöstlich des Verbreitungsgebietes des Oustalet-Stummelaffen, im Ituri-Regenwald, gibt es eine größere Region, in der die Population der Roten Stummelaffen aus der Hybridisierung von drei Arten entstanden ist. Sie reicht vom Aruwimi im Norden und dem Bergland westlich des Eduardsees im Osten fast bis zum Lualaba im Westen. Die drei beteiligten Arten sind der Oustalet-Stummelaffe, der Lualaba-Stummelaffe (P. langi) und der Semliki-Stummelaffe (P. semlikiensis). Die Hybriden haben in den meisten Fällen leuchtend rote Vorderkörper, Schultern und Arme. Der mittlere Rücken ist orange-braun, der hintere Rücken, Beine und Schwanz sind schwarz. Kehle, Brust und Bauch sind grau oder gelblich. Es gibt jedoch auch überwiegend kastanienbraune oder dunkel rotbraune Exemplare. Die Hybriden wurden unter dem Namen Piliocolobus ellioti als eigenständige Art beschrieben.

## Gefährdung
Die IUCN listet den Oustalet-Stummelaffen in ihrer Roten Liste gefährdeter Arten als gefährdet. Zur Gewinnung von Bushmeat wird er stark bejagt. In seinem Verbreitungsgebiet liegen verschiedene Schutzgebiete, z. B. das Okapi-Wildtierreservat.